# The Americano (1916)
The Americano é um filme mudo de comédia romântica e aventura produzido nos Estados Unidos e lançado em 1916.